# کبوتر کاناکا
 کبوتر کاناکا  (نام علمی: Caloenas canacorum) نام یک گونه از تیره کبوتر است.